# ديفيد رانكين
ديفيد رانكين (2 أغسطس 1987 في أيرلندا الشمالية - ) (بالإنجليزية: David Rankin)‏ هو لاعب كريكت بريطاني. شارك مع منتخب أيرلندا للكريكت.

## وصلات خارجية
- ديفيد رانكين على موقع إي آس بي آن كريك إنفو (الإنجليزية)